# ルアン・フェルマーク
ルアン・フェルマーク（Ruan Vermaak、1998年5月1日 - ）は、ユナイテッド・ラグビー・チャンピオンシップブルズに所属するラグビー選手。

## プロフィール
- 南アフリカ共和国・ローデポールト出身。
- ポジションはロック(LO)、フランカー(FL)、ナンバーエイト(No.8)。
- 身長 199cm、体重 117kg
- U20南アフリカ代表に選ばれたことがある[1]。

## 略歴
モニュメント高校卒業後、ゴールデン・ライオンズ、ライオンズを経て、2020年、NTTドコモレッドハリケーンズ(現・NTTドコモレッドハリケーンズ大阪)に加入。
2021年2月27日にジャパンラグビートップリーグ第2節NECグリーンロケッツ戦に先発出場で日本での公式戦初出場を果たす。
2022年、ブルズに加入。